# Bristol Cars
Pour les articles homonymes, voir Bristol.
Bristol Cars est un constructeur anglais d'automobiles sportives de grand luxe fondé en 1945 et disparue en 2020. Son siège se situe à Filton, près de Bristol, dans le Gloucestershire.  

## Histoire
Bristol Cars est la division automobile de la manufacture de moteurs d'avion Bristol Aeroplane Company, un important fabricant aéronautique pendant la Seconde Guerre mondiale. Anticipant une chute considérable dans la demande d'avions à la fin de la guerre, la BAC diversifie ses activités et se lance dans d'autres secteurs dès 1941.

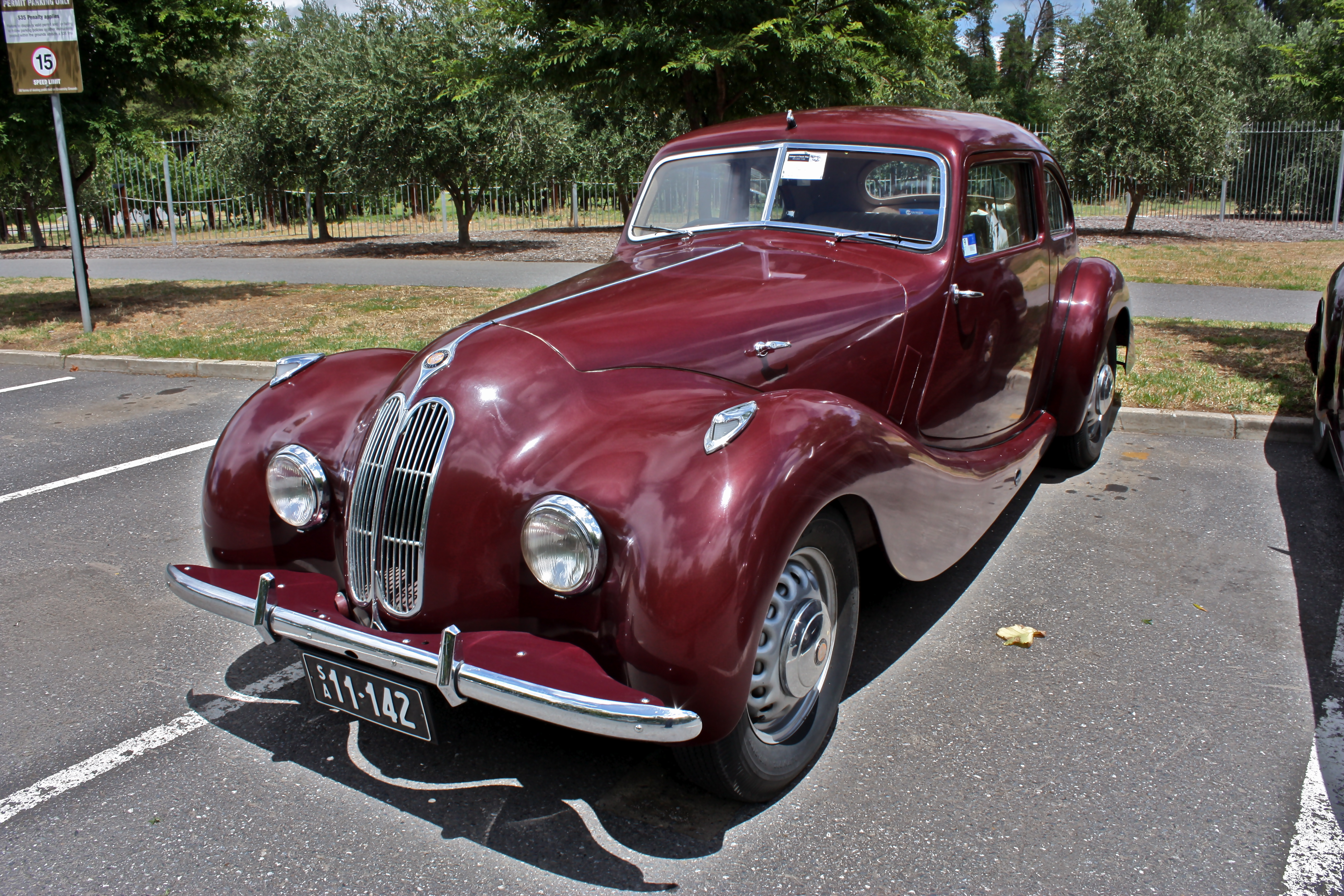
Bristol 400, 1946–50

BAC fonde Bristol Cars en 1945 et acquiert les droits de fabrication de moteurs et modèles BMW d'avant-guerre, avec le distributeur de la marque allemande au Royaume-Uni, Frazer Nash. Conçu avec la collaboration d'un ancien ingénieur de BMW, le premier modèle de la firme est présenté au Salon de l'automobile de Genève de 1947. La Bristol 400 est propulsée par un moteur M328 de 2 litres à six cylindres et monté sur un châssis inspiré par la BMW 326 et la BMW 327,.  
En 1960, Bristol Cars se sépare de BAC lorsque le gouvernement britannique décide de fusionner le fabricant aéronautique avec ses principaux concurrents, English Electric et Vickers-Armstrongs, pour former la British Aircraft Corporation, l'ancêtre de British Aerospace et de BAE Systems. En septembre de cette année-là, le président et fondateur de Bristol Cars, George White, rachète la société.  
Démunie des moyens de développer ses propres moteurs, la société se procure d'un moteur V8 de fabrication canadienne, produit par Chrysler. Le premier modèle V8 de Bristol fut la Bristol 407 de 5,2 litres, introduite en 1961, qui offrait également la première transmission automatique de la marque. Dans les années 1970, les actifs de Bristol Cars passent aux mains du distributeur de la marque, Anthony Crook.  
Bristol cultive la discrétion de ses débuts : pas de publicité, une seule salle d'exposition située dans Kensington High Street à Londres. Cela n'empêche pas la firme de compter sur une clientèle fidèle. Sa production est particulièrement faible : en 1982, seulement 104 véhicules sortent de chaîne.  
L'homme d'affaires Tony Silverton prend le contrôle de Bristol Cars en 2002.  
En 2007, dix presses sont retirées de l'usine de la marque à Filton lors d'un raid. Fabriqués sur mesure pour la production du Blenheim Speedster, les équipements sont valorisés à des centaines de milliers de livres. 
En 2011, 22 emplois à l'usine sont supprimés. Bristol Cars fait faillite la même année et une nouvelle société est créée pour vendre les actifs du groupe. Par la suite, le constructeur est racheté par Kamkorp Autokraft, filiale de Frazer Nash,. Le fils du fondateur et directeur général de la marque, Sir George White, devient président de Bristol Cars en 2012. 
En 2015, la marque annonce le lancement de son premier modèle depuis 2003, le Pinnacle. Une année après, Bristol produit le Bullet Speedster.  
En 2019, la situation de Bristol est incertaine : alternent les mauvaises nouvelles et les lueurs d'espoir (projet de véhicule hybride avec Frazer-Nash). Censé redémarrer sa production en 2018, le constructeur est placé en liquidation judiciaire en 2020. Les actifs du constructeur, dont les dessins de conception, l'outillage, les prototypes et la marque Bristol Cars, sont vendus en novembre de cette année. 
Depuis 2020, certains passionnés comme Jason Wharton souhaitent faire revivre la marque en produisant des modèles électriques mais cela reste un projet puisque personne n'a racheté la marque depuis sa mise en liquidation.

## Automobiles de tourisme

### Modèles à moteur 6 cylindres BMW (1946 à 1961)

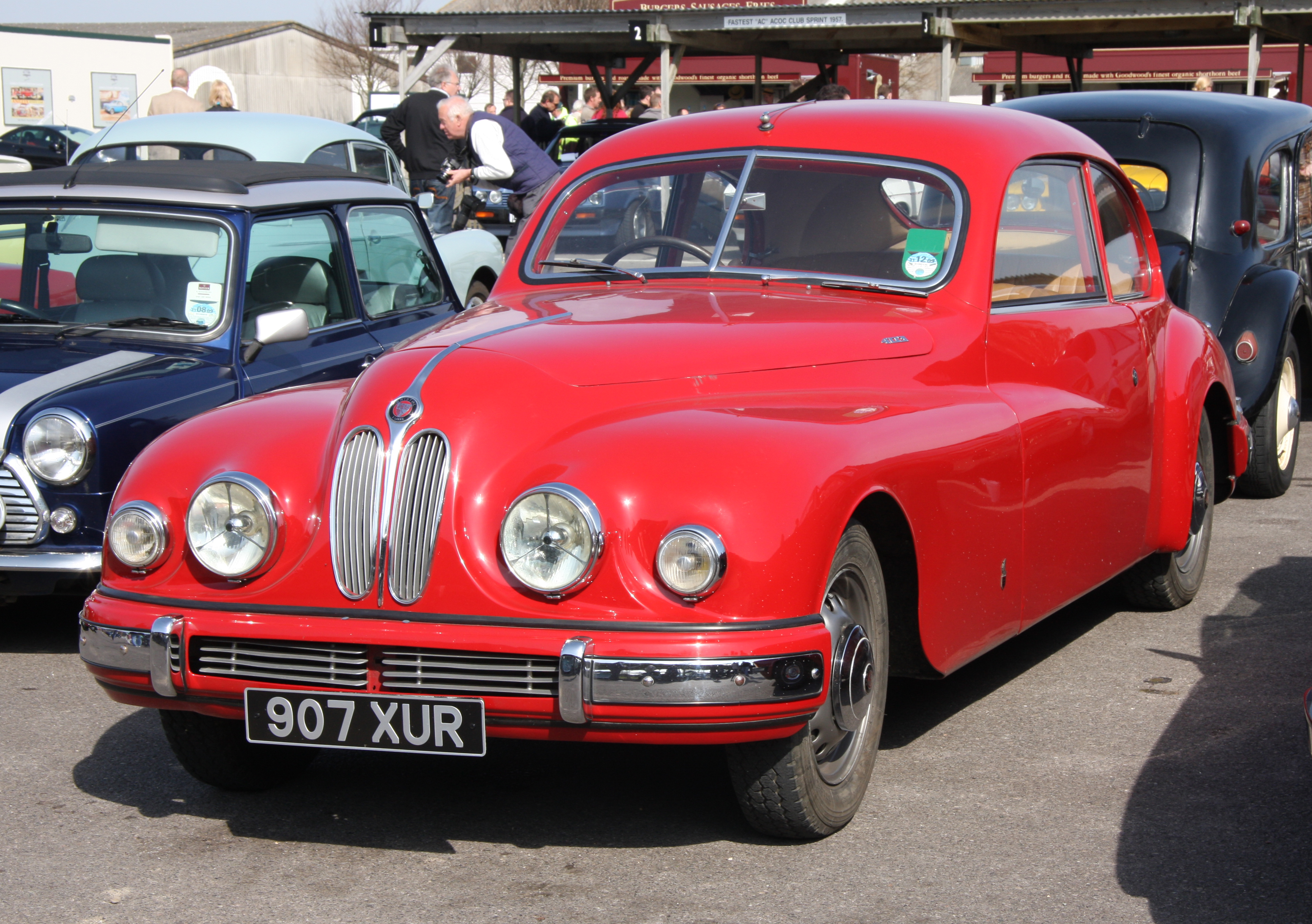
Bristol 403

- Bristol 400 (1946 - 1950)
- Bristol 401 (1948 - 1953)
- Bristol 402 (1949 - 1950)
- Bristol 403 (1953 - 1955)
- Bristol 404 (1953 - 1955)
- Bristol 405 (1954 - 1958)
- Bristol 406 (1958 - 1961)

### Modèles à moteur V8 Chrysler (1961 à 1999)
- Bristol 407 (1961 - 1963)
- Bristol 408 (1963 - 1965)
- Bristol 409 (1965 - 1967)
- Bristol 410 (1967 - 1969)
- Bristol 411 (1969 - 1976)
- Bristol 412 (1975 - 1981)

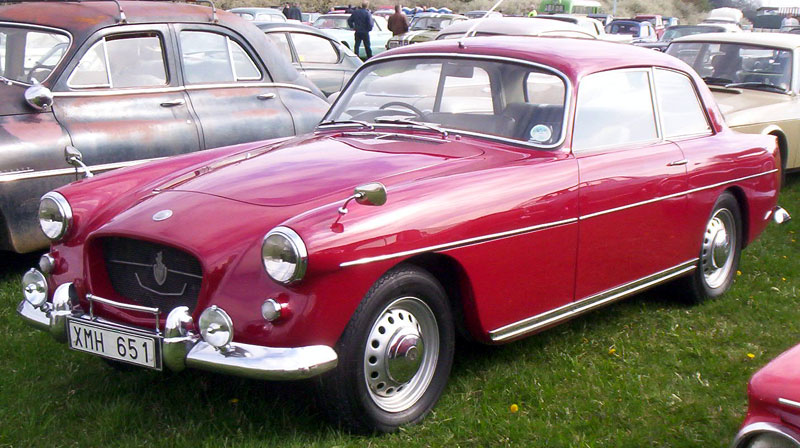
Bristol 407

- Bristol Beaufighter/Beaufort (1982 - 1994)
- Bristol 603 (1977 - 1981)
- Bristol Britannia / Brigand (1982 - 1994)
- Bristol Blenheim (1994 - 1998)
- Bristol Blenheim série 2 (1998 - 1999)

### Modèles Contemporains (2000 à 2020)
- Bristol Blenheim série  3 (2000-2008)
- Bristol Blenheim série 4 (2009)
- Bristol Speedster/Roadster (2002-2011)
- Bristol Fighter (2004-2011)
- Bristol 411 série 6 (2009-2011)
- Bristol Bullet (prototype datant de 2016)

## Automobiles de course
- Bristol 450

## Bristol motoriste de Formule 1

### Bristol BS1
Le moteur Bristol BS1 est développé à partir du BMW motorisant les 328 de 1937, lequel s’est illustré en remportant les Mille Miglia en 1940 et sa catégorie aux 24 Heures du Mans 1939. Bristol Aeroplane Company, en récompense de ses efforts industriels pendant la Seconde Guerre mondiale, a obtenu la licence d’exploitation du moteur allemand en 1946 à titre de compensation pour services rendus à l’effort de guerre.
Ce moteur sera engagé en Formule 1 de 1952 à 1955.
Caractéristiques :
- 6 cylindres en ligne
- Cylindrée : 1 971 cm3
- Puissance : de 130 à 150 ch
- Régime moteur : 5 800 tr/min

### Bristol BS2
Il est engagé en Formule 1 en 1956 et 1957.
Caractéristiques :
- 6 cylindres en ligne.
- Cylindrée : 2 200 cm3

### Écuries de Formule 1 ayant couru avec un Bristol
- Frazer Nash (4 Grand Prix)
- Cooper (17 GP)
- AFM (2 GP)
- English Racing Automobiles (ERA) (2 GP)